# Rhyacopsyche rhamphisa
Rhyacopsyche rhamphisa is een schietmot uit de familie Hydroptilidae. De soort komt voor in het Neotropisch gebied.